# Linia kolejowa nr 302
Linia kolejowa nr 302 – jednotorowa, niezelektryfikowana linia kolejowa znaczenia miejscowego o długości 42,610 km, łącząca stację Malczyce ze stacją Grabina Śląska w województwie dolnośląskim.
Ruch pasażerski został ostatecznie zlikwidowany w 1996 roku. W 2014, pomimo modernizacji w 2013, został wstrzymany ruch pociągów.
Do 2022 roku linia liczyła 73,549 km i kończyła się na stacji Marciszów. W grudniu 2022 roku DSDiK przejęła linię na odcinku Grabina Śląska – Strzegom – Marciszów.